# David Pownall
Pour les articles homonymes, voir Pownall.
David Pownall, né à Liverpool le 19 mai 1938 et mort le 21 novembre 2022, est un dramaturge et auteur de romans et de nouvelles britannique. Certaines de ses pièces ont été adaptées comme films, d'autres ont été écrites dès l'origine comme pièces radiophoniques.

## Biographie
David Pownall est né à Liverpool. Diplômé de l'Université de Keele en 1960, il a travaillé comme agent du personnel pour le groupe Ford (Ford Motor Company) à Dagenham, de 1960 à 1963. Pownall se rend ensuite en Zambie comme directeur du personnel anglo-américain jusqu'en 1969. Il y rédige plusieurs de ses premières pièces.
De retour en Angleterre pour écrire à plein temps, il devient écrivain résident du groupe de tourisme Century Theater, entre 1970 et 1972. Il est écrivain résident de la Duke's Playhouse de Lancaster, de 1972 à 1975 et produit plusieurs pièces de théâtre en collaboration avec cette troupe. Ses pièces reflètent l'environnement local, ainsi que des méditations sur les pièces de Shakespeare.
Il contribue à la fondation du Paines Plough Theatre, troupe itinérante d'abord basée à Coventry, où il était écrivain résident de 1975 à 1980. En 1977, sa pièce Richard III, deuxième partie, la première produite par Paines Plough, est présentée à l'Edinburgh Festival Fringe.
Profondément intéressé par la musique, Pownall a écrit plusieurs pièces de théâtre liées aux défis de compositeurs, à la fois en termes de créativité personnelle et — dans Master Class, de 1983 — de résistance politique, dans l'Union soviétique de Staline.
Pownall a écrit des pièces pour la radio, ainsi que du matériel pour la performance par les enfants et les étudiants.
L'épouse de David Pownall est photographe. Le couple a donné naissance à un fils.

## Distinctions
- Doctorat honorifique en lettres de l'université de Keele
- Membre de la Royal Society of Literature depuis 1976
- Prix John Whiting pour Beef (1981), pièce radiophonique

## Œuvres
- All the World Should Be Taxed (1971)
- As We Lie (1969, écrit en Zambie)
- An Audience Called Edouard (1978, pub. London: Faber and Faber, 1979)
- Babbage (2013)
- Barricade (1978)
- Beauty and the Beast (1973)
- Beef (1981)
- Black Star (1987)
- Buck Ruxton (1975)
- Crates on Barrels (1974)
- Death of a Faun (1991)
- Dreams and Censorship (2010)
- Dinner Dance (1991)
- The Dream of Chief Crazy Horse (1973)
- The Edge (1987)
- Elgar’s Rondo (1993)
- Elgar’s Third (1994) évoquant l'inachèvement de la Troisième symphonie d'Edward Elgar[3],
- Flos (1982)
- Gaunt (1973)
- Getting the Picture (1998)
- The Hot Hello (1981)
- How Does the Cukoo Learn to Fly? (1970)
- How to Grow a Guerrilla (1971)
- The Human Cartoon Show (1974)
- Innocent Screams (2009, London: Oberon Books, 2009)
- King John's Jewel (1987)
- Ladybird, Ladybird (1986)
- The Last of the Wizards (1970)
- Later (1979)
- Lile Jimmy Williamson (1975)
- Lions and Lambs (1973)
- Livingstone and Sechele (1978)
- Master Class (1983) mettant en scène Dmitri Chostakovitch, Sergueï Prokofiev et Joseph Staline[3],
- Motocar (1977)
- Music to Murder By (1976) mettant en scène les fantômes du compositeur Carlo Gesualdo et de Philip Heseltine pour affirmer, devant la critique musicale, que « tout doit être sacrifié à la musique[2] »,
- My Father's House (1991)
- Nijinsky: Death of a Faun (1991)
- Ploughboy Monday (1985)
- Pride and Prejudice (1983)
- The Pro (1975)
- Q (1965, écrit en Zambie)
- Richard III, Part Two (1977)
- Rousseau's Tale (1990)
- Seconds at the Fight for Madrid (1978)
- A Tale of Two Town Halls (1976)
- The Viewing (1987)